# Френсіс Волсінгем
Френсіс Волсінгем (англ. Walsingham, бл. 1532, можливо Чизлгерст, графство Кент, (тепер район Лондона) — 6 квітня 1590, Лондон) — дипломат, секретар королеви Єлизавети І, міністр.

## Життєпис
Він один з семи дітей Вільяма Волсінгема та Джойс Денні, родини протестантів. Батько помер, коли син був ще немовлям. Мати пізніше вийшла заміж за придворного Джона Керрі.

## Дві університетські освіти
Стабільний матеріальний стан родини дозволив дати сину добру освіту. Він став студентом Королівського коледжу в Кембріджі. Вже тоді він дотримувався протестантизму. 1550 року він виїхав на континент і повернувся лише через два роки. Вивчав юриспруденцію в Грейс Ін. Коли до влади прийшла королева Марія Кривава, католичка, був вимушений втечею рятувати власне життя і знов відбув на континент. Час в Європі використав для навчання в Падуанському університеті. З квітня 1556 до листопада 1558 року перебував в протестантській Швейцарії. Перебування в Європі використав для зміцнення власних контактів із впливовими діячами-протестантами, серед яких Франсуа де Лану, майбутній керівник вояків протестантів. З останнім він листуватиметься роками.

## Політичні події
Коли в Англії 1558 року трон посіла Єлизавета І Тюдор, протестантка за віросповіданням, Френсіс Волсінгем повернувся в Лондон. За підтримки впливового Вільяма Сесіла став членом Палати громад, нижньої палати англійського парламенту. Стабільність влади за часів Єлизавети І сприяла кар'єрі Френсіса Волсінгема. Саме його 1570 року королева обрала для перемов з королем Франції Карлом IX в питанні підтримки французьких протестантів. В тому ж 1570-му він посів посаду англійського посла в Парижі, замінивши Генрі Норріса. 24 серпня 1572 року Френсіс Волсінгем стане свідком масових убивств протестантів Франції в Варфоломіївську ніч в Парижі, жахи якої зміцнили його протестантські погляди. Він використав власну резиденцію в Парижі як прихисток для протестантів (серед яких був і англійський поет Філіп Сідні (1554—1586)), чим врятував їм життя.

## Повернення в Лондон
У квітні 1573 року він повернувся в столицю Англії. Його роблять секретарем королеви і через довіру до нього Єлизавети І Тюдор, і через близькість до гуртка англійських політиків-протестантів, що керували державою. З 1576 року він — державний секретар. Королева називала його Мавром — чи за смуглявий колір обличчя, чи за прихильність до одягу чорного кольору. Королева дарує йому статус лицаря з 1 грудня 1577 за відданість і активність у забезпеченні її захисту.

## Політична діяльність

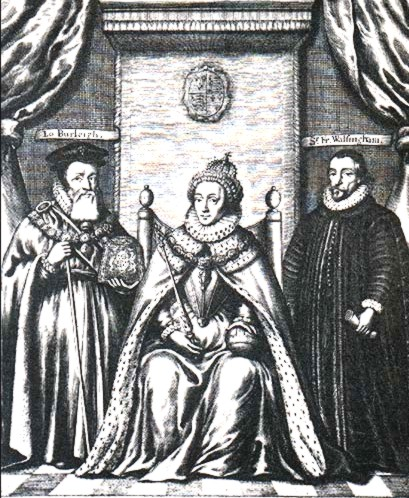
Королева Єлизавета І, Вільям Сесіл, 1-й барон Берлі (ліворуч) та Френсіс Волсінгем праворуч.

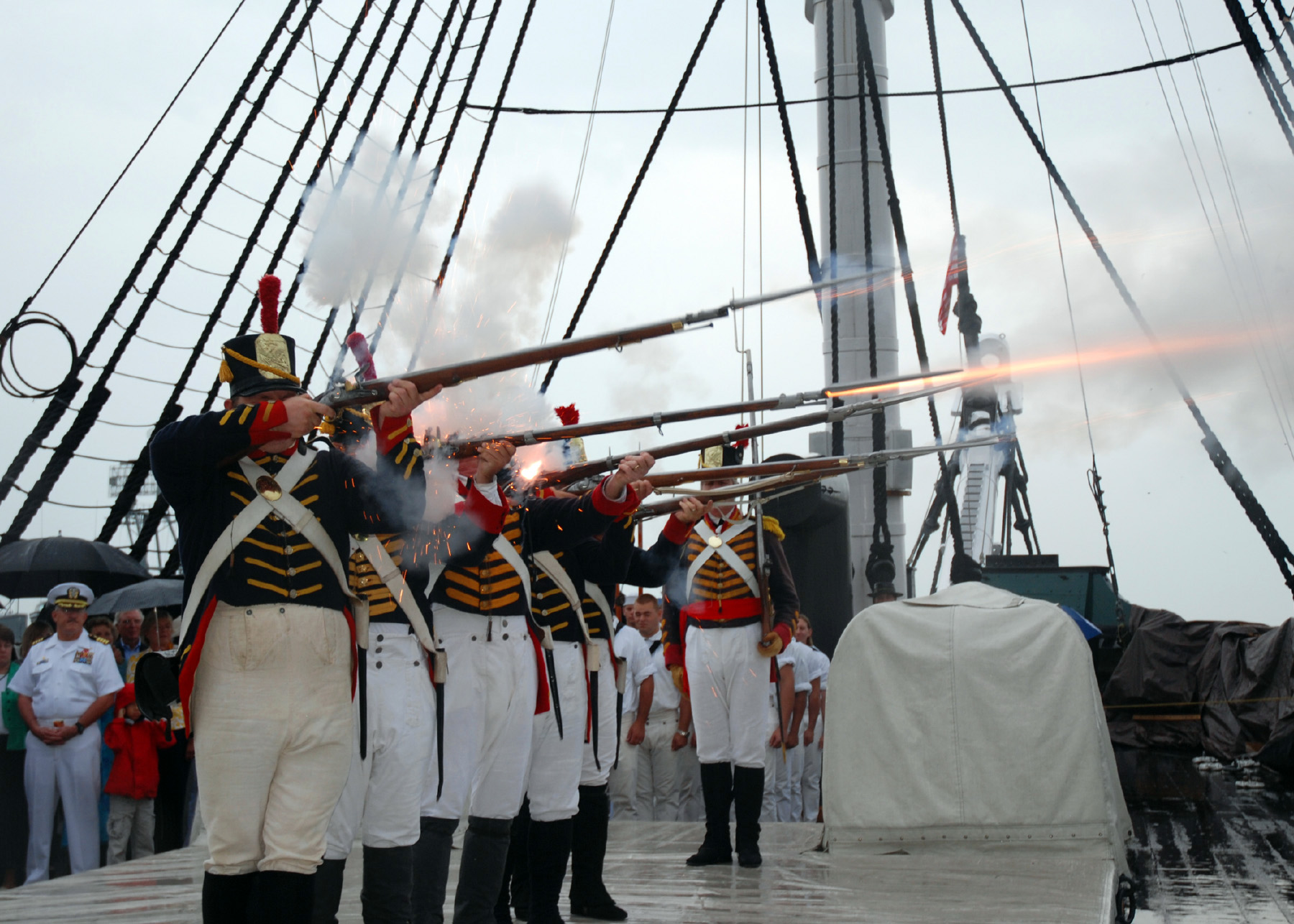

Зараз схильні вважати, що Френсіс Волсінгем був прихильником цинічної системи Ніколо Макіавеллі, продемонстрованої в книзі «Державець». Але він діяльно розкривав заколоти проти королеви-протестантки з боку католицьких держав. Саме він викрив заколот католички Марії Стюарт, готував суд над нею і санкціонував її страту, коли Єлизавета І формально відсахнулася від цього рішення заради збереження власної політичної репутації. Стосунки з нею це не погіршило, і Френсіс Волсінгем і надалі отримував від королеви значні грошові суми, землі і прибуткові посади. Тим не менше Волсінгем не відрізнявся жадобою чи значними егоїстичними зацікавленнями.
Френсіс Волсінгем діяльно підтримував розвідку нових торговельних шляхів і був прихильником навколосвітньої подорожі Френсіса Дрейка та Московської кампанії, що торгувала з московитами. В протистоянні з агресивною Іспанією був прихильником компромісного союзу з Францією, хоча цей альянс послабшав після вбивства протестантів у Варфоломіївську ніч. Розуміючи небезпеку Англії від Іспанії, Френсіс Волсінгем відновив фортечні укріплення в порті Дувр.
Коли війна з Іспанією стала реальністю, якої неможливо було уникнути, ініціював модернізацію і переозброєння англійського флоту, бо покладав на флот надії в майбутній військовій стратегії. Саме за сприяння Волсінгема в Англії перейшли на цілолиті чавунні гармати і мушкети нового типу. Гармати до цього виготовляли з залізних смуг, які зміцнювали обручами. Навіть в такому вигляді гармати були небезпечні через вибухи. Цілолиті чавунні гармати були позбавлені цього недоліку, а їхній корпус гордовито прикрашало тавро F W, тобто Френсіс Волсінгем. Так започаткували вироблення перших уніфікованих гармат. Ними озброїли англійські вітрильники і фортецю Тауер, що була тоді королівським арсеналом. Одномоментний постріл 5-6 чавунних гармат пробивав наскрізь борти дубових вітрильників ворога, руйнуючи корабель і вбиваючи усіх на власному шляху, наводячи жах на живих. Традиційні лучники Британії були переведені на використання вогнепальних мушкетів, ефективність яких перевищувала іспанські. Мушкети нового зразка пробивали лицарську броню і стали початком революції в вогнепальній зброї Західної Європи.
Волсінгем створив розгалужену шпигунську мережу як у королівстві, так і на континенті, витрачаючи на неї значні грошові суми. Це дозволило контролювати войовничу політику католицької Іспанії і протидіяти їй, підтримуючи протестантів Нідерландів у тодішній іспанській провінції в Європі. Межі шпигунської мережі Волсінгема мало відомі і досі, звідси неповні знання щодо агентурної діяльності поета Крістофера Марло. Але без сумніву співпраця Волсінгема з криптографом Томасом Феліпсом.
Френсіс Волсінгем був палким супротивником політики короля Іспанії Філіпа ІІ і викрив підривну діяльність іспанського посла в Лондоні, й Бернардино де Мендоса вислали з країни. Коли Френсіс Волсінгем помер 1590 року, король Філіп ІІ зрадів, що позбувся могутнього ворога. Але могутність Англії почала перевищувати могутність Іспанії саме з цього періоду.

## Родина
Френсіс Волсінгем був двічі одружений. Перша дружина — Анна Барн, 2-га Урсула Санкт-Барб. Мав двох доньок, одна з яких померла в дитинстві. Друга стала дружиною графа Ессексу.